# Parasemus parvopallidus
Parasemus parvopallidus là một loài bọ cánh cứng trong họ Phalacridae. Loài này được Lea miêu tả khoa học năm 1932.